# Marco Sejna
Marco Sejna (* 20. März 1972 in West-Berlin) ist ein ehemaliger deutscher Fußballtorwart.

## Karriere
Marco Sejna begann mit dem Fußballspielen in der F-Jugend von Hertha BSC. Als D-Jugendlicher wechselte er später zum 1. FC Lübars, ehe er in die A-Jugend der Hertha zurückkehrte. Dort kam er als 19-Jähriger am Ende der Saison 1990/91 nach den Verletzungen von Walter Junghans und Reinhard Mager zu sechs Einsätzen in der Profimannschaft. Sein erstes Spiel absolvierte er am 11. Mai gegen Borussia Dortmund. Es folgten unter anderem ein 3:7 gegen den FC Bayern München und ein einziger Sieg gegen Bayer 05 Uerdingen, zu dem er durch einen gehaltenen Elfmeter beitrug.
Nach vier weiteren Jahren und 55 Spielen in der zweiten Liga wechselte Sejna 1995 in die Regionalliga zu Tennis Borussia Berlin, mit denen er 1996 in den Relegationsspielen um den Aufstieg in die 2. Bundesliga gegen den VfB Oldenburg unterlag.
1997 zog es Sejna zum Ligakonkurrenten FC Sachsen Leipzig und weitere zwei Jahre später weiter zu LR Ahlen. Dort gelang ihm mit der Mannschaft in seinem ersten Jahr der Aufstieg in die zweite Liga, er verlor jedoch schon im Frühjahr 2000 seinen Stammplatz an den neu verpflichteten Dirk Langerbein. 2002 wechselte Sejna für ein Jahr zum Drittligisten Rot-Weiss Essen, wo er sich aber nicht durchsetzen konnte und sich so in der kommenden Saison wieder Ahlen anschloss.
2004 kehrte Sejna in seine Heimatstadt zurück und unterschrieb einen Vertrag beim 1. FC Union Berlin. Nach 19 Regionalligaspielen und dem Abstieg in die Oberliga wechselte er zum SV Yeşilyurt Berlin, die er allerdings in der Winterpause 2005/06 in Richtung des bayerischen Oberligisten FC Ingolstadt 04 schon wieder verließ.
Mit seiner neuen Mannschaft stieg Sejna als Stammtorhüter sofort in die Regionalliga Süd auf, verlor dann jedoch auch hier seinen Stammplatz und kam in den darauffolgenden drei Jahren nur noch zu vier Einsätzen. 2008 gehörte aber auch er zum Kader, der den Aufstieg in die 2. Bundesliga geschafft hat. In der 2. Liga war er weiterhin „Nummer zwei“ hinter Michael Lutz und bestritt 2008/09 zwei Zweitligaspiele. Nachdem Ingolstadt direkt wieder abgestiegen war, stand Sejna 2009/10 14-mal in der 3. Liga für den FCI im Tor.
Im Sommer 2010 nahm Fußball-Zweitligist Hertha BSC Marco Sejna als dritten Torwart unter Vertrag. Der 38-Jährige habe einen Einjahresvertrag unterschrieben, teilte der Berliner Verein mit. Am 16. Oktober 2010 machte er, bedingt durch den Ausfall des Stammtorwarts Maikel Aerts, sein erstes Spiel gegen den FSV Frankfurt (1:0-Sieg). Insgesamt kam er auf sieben Saisoneinsätze.
In der Saison 2012/13 spielte er beim SFC 1900 Stern und beendete danach seine aktive Karriere. Er spielt zurzeit noch in der Traditionsmannschaft von Hertha BSC und bei der Ü40 des SV Blau-Weiß Berlin, mit der er am 12. April 2014 ins Pokalfinale eingezogen ist.
Bis 2016 arbeitete er ehrenamtlich als Torwarttrainer für den BFC Dynamo in der Oberliga Nordost und seit 2013 bei der U19 von SFC Stern 1900 (Berlin-Liga) und danach als Torwarttrainer der 1. Mannschaft. Mit dem Aufstieg des BFC in die Regionalliga 2014 verlängerte er sein Engagement im Trainerteam des BFC gemeinsam mit Volkan Uluc und Martino Gatti. Danach war er von 2015 bis 2017 Torwarttrainer bei SpVg.Blau-Weiß 90 Berlin und von 2016 bis 2018 Torwarttrainer, sowie in der Saison 2017/18 Co-Trainer des FSV Union Fürstenwalde. Seit 2016 ist er Torwarttrainer der Concordia Wittenau und von 2018 bis 2022 Torwarttrainer beim FC Viktoria 1889 Berlin.